# Republika Zielonego Przylądka na Mistrzostwach Świata w Lekkoatletyce 2022
Republika Zielonego Przylądka na Mistrzostwach Świata w Lekkoatletyce 2022 – reprezentacja Republiki Zielonego Przylądka podczas mistrzostw świata w Eugene liczyła jednego zawodnika, który nie zdobył medalu.

## Skład reprezentacji

### Mężczyźni
| Zawodnik       | Konkurencja                | Eliminacje | Eliminacje | Półfinał | Półfinał | Finał | Finał   | Źródło |
| Zawodnik       | Konkurencja                | Wynik      | Pozycja    | Wynik    | Pozycja  | Wynik | Pozycja | Źródło |
| -------------- | -------------------------- | ---------- | ---------- | -------- | -------- | ----- | ------- | ------ |
| Jordin Andrade | Bieg na 400 m przez płotki | DNF        | DNF        | NQ       | NQ       | NQ    | NQ      | [ 1 ]  |